# Assassinato de Miguel dos Santos Rodrigues
O assassinato de Miguel dos Santos Rodrigues, em algum dia entre 26 e 29 de julho de 2021, foi um crime cometido por sua mãe, Yasmin Vaz dos Santos Rodrigues, e sua madrasta, Bruna Nathiele Porto da Rosa, na cidade litorânea de Imbé, no Rio Grande do Sul. Segundo depoimentos das mulheres, ele foi espancado e dopado antes de ter o corpo colocado numa mala, que foi jogada no rio Tramandaí.
Em abril de 2024 as acusadas foram condenadas pelos crimes de homicídio triplamente qualificado, tortura e ocultação de cadáver. 
O corpo da criança nunca foi localizado e o crime recebeu ampla cobertura da imprensa local e nacional, tendo aparecido na TV Globo, O Globo, portal G1, SBT, Band, RecordTV, portal R7 e CNN Brasil,  por exemplo.

## Vítima
Miguel vivia, provisoriamente, com a mãe Yasmin, de 26 anos, e a companheira desta, Bruna, de 23 anos, numa pousada em Imbé na época do crime e sua mãe tentava passar a guarda para a avó materna.

## Crime
Segundo o Ministério Público, o crime aconteceu em algum dia entre 26 e 29 de julho de 2021, tendo Miguel sido declarado desaparecido na noite do dia 29.
De acordo com o portal SBT News, "à véspera do dia da morte, Miguel teve sua cabeça arremessada pela mãe contra uma parede e chegou a quebrar um azulejo com o impacto". Segundo a madrasta num depoimento de 2 de agosto, o menino teria levado uma surra da mãe. Ele teria depois ficado gritando e gemendo, o que levou as duas a lhe darem antidepressivos, antes de quebrar seus ossos para que o corpo coubesse na mala que depois foi jogada no rio.
Para o Ministério Público, a criança morreu devido à " agressão física, insuficiência de alimentação, uso de medicamento inadequado e omissão de atendimento à saúde da vítima. De acordo com o delegado Antônio Carlos Ractz, as rés não sabem se o menino estava morto na hora em que jogaram a mala no mar.

## Investigações
Yasmim e Bruna chegaram a procurar a polícia na noite do dia 29 para registrar o desaparecimento de Miguel. No entanto, a mãe deu versões contraditórias nos depoimentos, o que levou os policiais a desconfiarem. No dia 30, pressionada pelo delegado Antônio Ractz, ela confessou o crime e foi presa preventivamente.
Investigadores encontraram posteriormente vestígios de sangue, uma corrente e um caderno na pousada onde a família residia. Eles também descobriram que a mãe chegou a fazer pesquisas na internet sobre a possibilidade de digitais saírem com a água do mar.
Conforme as investigações, Miguel sofria maus-tratos, que envolviam ficar de castigo trancado dentro do armário, ficar sem comida, ser agredido e escrever frases pejorativas num caderno, como "eu sou um idiota", "não mereço a mamãe que eu tenho" e "eu sou ruim", entre outras.
Num vídeo descoberto no celular de Bruna, o menino aparece dentro do armário recebendo ameaças: "se a tua mãe chegar e tu te mijar, eu te desmonto a pau. Eu te desmonto, eu te desmonto, eu te desmonto! E tu vai sair todo quebrado. Se tu se mijar, eu pego o teu mijo e esfrego na tua cara. Tu tá entendendo? E vai ser bem tranquilo para mim."
No dia em que o juiz deu a sentença de pronúncia, em fevereiro de 2022, sobre as rés serem levadas ao Tribunal do Júri  (ir a júri popular, na linguagem coloquial), ele disse que Miguel teve “intenso sofrimento físico e mental”.
Oitivas foram realizadas em novembro de 2022, com 25 testemunhas e as rés. Na ocasião, segundo o TJ-RS, "a ré Bruna (...) atribuiu a responsabilidade pela morte de Miguel dos Santos Rodrigues (...) à mãe do menino. Yasmin (...) preferiu valer-se do direito de permanecer em silêncio".

## Prisão
Yasmin e Bruna foram presas preventivamente, respectivamente, em 30 de julho e 1º de agosto de 2021, na Penitenciária estadual Feminina de Guaíba. No dia 5 de agosto Bruna tentou cometer suicídio e acabou sendo enviada para o Instituto Psiquiátrico Forense, em Porto Alegre.
Ambas cumpriram prisão preventiva no Presídio Estadual Feminino Madre Pelletier, mas Bruna foi posteriormente transferida para a Penitenciária Estadual Feminina de Guaíba.

## Julgamento e penas
No dia 11 de fevereiro de 2022, foi decidido que Yasmin e Bruna iriam a júri popular pelos crimes de tortura, homicídio qualificado (motivo torpe, meio cruel, recurso que dificultou a vítima) e ocultação de cadáver. Neste dia, o juiz Gilberto Pinto Fontoura, da Comarca de Tramandaí, também determinou que elas continuariam em prisão preventiva.
Segundo laudo pericial, Bruna, cuja defesa havia alegado insanidade mental, é "plenamente capaz de entender o caráter ilícito de seus atos".
O julgamento das rés aconteceu entre os dias 4 e 5 de abril, tendo ambas sido condenadas pelos crimes. Yasmin, a mãe, foi condenada a uma pena de 57 anos, 1 mês e 10 dias de prisão em regime fechado e Bruna (a madrasta), a 51 anos, 1 mês e 20 dias de reclusão.
"Todas as teses do Ministério Público do Rio Grande do Sul (MPRS), conforme a denúncia, foram acolhidas pelos jurados", informou o Ministério Público do estado em seu portal.